# Ambarros
Los ambarros (en latín, Ambarri), fueron un pueblo celta que habitó en el este de la Galia, en el territorio correspondiente al moderno departamento de Ain. Se les menciona en los Comentarios de la Guerra de las Galias de Julio César y en la Historia Romana de Tito Livio.
Su nombre se traduce como «aquellos que habitan en las orillas del Arar». Este pueblo se asentó sobre el territorio en el que hoy se localizan las ciudades de Ambérieu-en-Bugey, Ambérieux-en-Dombes, Ambutrix y Ambronay. Situados en el corazón del mundo galo, los ambarres estaban cercados por numerosos pueblos: los eduos al norte, los arvernos al oeste, los alóbroges al sur, y los sécuanos al este.
César menciona a esta tribu en el Libro I, al contar el desplazamiento de los helvecios a través de la Galia; dicha travesía había sido concebida con el fin de asentarse Saintonge (Santons). Tras atravesar el territorio de los sécuanos, los helvecios llegaron a los de los heduos y ambarros:

Al mismo tiempo, los ambarros, amigos de los heduos, y de su misma raza, informan a César de que, devastados sus campos, a duras penas podrían hacer frente en sus plazas al ataque de los enemigos.

Y, aun si estuviera dispuesto a olvidar la vieja afrenta, ¿podría borrar también el recuerdo de las últimas agresiones, a saber, que sin su consentimiento hubieran intentado pasar a la fuerza por la Provincia, que hubieran maltratado a los heduos, a los ambarros, a los alóbroges?.

Tito Livio les asocia a los pueblos galos que cruzaron los Alpes y se instalaron en Italia, fundando la ciudad de Mediolanum (Milán). Parece ser que Ambigatos, rey de los bitúriges y a quien estaba subordinada La Céltica, una de las tres partes en que se dividía la Galia, decidió ordenar la migración de su pueblo por razones demográficas. Sus sobrinos Belovesos y Segosevos comandaron cada uno una expedición